# Жакиянов, Галымжан Бадылжанович
Галымжа́н Бадылжа́нович Жакия́нов (каз. Ғалымжан Баділжанұлы Жақиянов; род. 8 мая 1963, с. Куйган, Куршимский район, Восточно-Казахстанская область, Казахская ССР) — казахстанский государственный и политический деятель, бывший аким Павлодарской (1997—2001) и Семипалатинской области Казахстана (1994—1997), один из основателей и лидеров общественного движения «Демократический выбор Казахстана» (2001—2002).

## Родители
Отец — Жакиянов, Бадылжан Жакиянович (1919—1987), участник Великой Отечественной войны, работал директором совхоза, председателем колхоза.
Мать — Жакиянова Раш (1927—1984), бухгалтер.

## Биография
Родился 8 мая 1963 года в селе Куйган Куршимского района Восточно-Казахстанской области. Казах. Происходит из рода теристанбалы племени найман Среднего жуза.
Окончил факультет машиностроения Московского государственного технического университета им. Н. Э. Баумана, (1986) инженер-механик, кандидат экономических наук (1999). Тема кандидатской диссертации: «Жилищно-коммунальная реформа в регионе (на примере Семипалатинской области)».
В 1986—1989 годах — мастер цеха, секретарь комитета комсомола Семипалатинского машиностроительного завода.
Депутат Семипалатинского городского совета народных депутатов (1989—1993), Семипалатинского областного маслихата (1993—1994).
В 1990—1992 годах — директор коммерческой фирмы «Томан».
В 1992—1994 годах — генеральный директор финансово-промышленной группы «Семей».
В 1994—1997 годах — глава Семипалатинской областной администрации (с 1995 года — аким Семипалатинской области).
В 1997 году — председатель Агентства Республики Казахстан по контролю за стратегическими ресурсами.
В 1997—2001 годах — аким Павлодарской области. Награждён медалью «Астана» (1998), орденом «Святого благоверного князя Даниила Московского» II степени (1999).
Отправлен в отставку в связи с созданием Республиканского общественного объединения Демократический выбор Казахстана (ДВК).
В ноябре 2001 года Галымжан Жакиянов, совместно с Оразом Жандосовым (вице-премьер-министр РК), Толеном Тохтасыновым (депутат Парламента РК, бизнесмен), Нуржаном Субханбердиным и Мухтаром Аблязовым (руководители и основные владельцы Казкоммерцбанка и Банка Туран-Алем"), а также рядом других членов правительства, депутатов парламента и ведущих предпринимателей страны стал одним из инициаторов республиканского общественного объединения Демократический выбор Казахстана (ДВК).
В 2002 году — избран председателем движения Демократический выбор Казахстана.
В августе 2002 года осуждён на 7 лет лишения свободы по статьям 307, 308 Уголовного кодекса РК за превышение должностных полномочий. Официальные органы Европейского союза и США отмечали политическую мотивированность судебного процесса и призывали власти Казахстана к справедливому рассмотрению уголовного дела. Международные правозащитные организации Amnesty International, Human Rights Watch, Международная Хельсинкская Федерация по правам человека признали Жакиянова политическим заключённым.
В 2006 году условно-досрочно освобожден.
С 2006 года председатель попечительского совета общественного фонда «Гражданское общество».
В 2012 году переехал со своей семьёй в США, в город Бостон и поступил в Массачусетский технологический институт на программу MBA в Школе Слоана.
В 2013 году объявил, что больше не занимается ни политикой, ни частным бизнесом.

## Семья
Жена Жакиянова, Карлыгаш Кадесовна, учитель истории, преподавала в школе, занималась общественной деятельностью, руководила благотворительным фондом «Балауса» в поддержку одарённых детей. В 2002 году также вступила в движение ДВК, возглавляла фонд по защите политических заключённых «Правосознание».
Сыновья — Берик (1985 г. р.), закончил University of Texas, инженер-нефтяник, работает в корпорации «Chevron», (LA, USA) в январе 2013 года был зачислен в Гарвардскую школу бизнеса на программу MBA; Ележан (1993 г. р.), окончив Phillips Academy Andover поступил на первый курс Массачусетского технологического института (MA, USA).